# Mont Werth
Le mont Werth est une montagne des îles Kerguelen s'élevant à 908 m d'altitude.

## Histoire
Edgar Aubert de la Rüe en effectue la première ascension en janvier 1952 par le sud. Il évalue le massif d'une altitude de 1 000 m et le décrit comme « un puissant tremplin, doucement relevé vers l'est, où il tombe brusquement à pic d'une hauteur de près de 500 mètres. Ses pentes nord jalonnent une profonde coupure, un peu sinueuse, qui traverse toute la péninsule Courbet, de l'anse Vulcain au nord-ouest, jusqu'aux approches de la pointe Molloy au sud-est ».
Le mont Werth tient son nom du docteur Emil Werth de l'expédition antarctique allemande de 1874 à bord du Gauss.